# 森特勒爾格羅夫 (密西西比州)
森特勒爾格羅夫（英語：Central Grove）是位於美國密西西比州門羅縣的非建制地區。

## 歷史
森特勒爾格羅夫的郵局於1879年設立，其後於1905年停運。當地於1906年時有人口23人。

## 地理
森特勒爾格羅夫所處的海拔為高於海平面67米（即220英呎），而該地所採用的時區為UTC-6，即北美中部時區（CST）。同時該地設有夏令時間，為UTC-6調快一小時，即UTC-5（CDT）。